# Budapest Noir (film)
A Budapest Noir Gárdos Éva rendezésében 2017-ben bemutatott magyar filmdráma, Kolovratnik Krisztián és Tenki Réka főszereplésével. Forgatókönyve Kondor Vilmos azonos című regénye alapján készült.

## Cselekmény
Gyilkosság történik 1936 októberében a hitleri Németországhoz igazodni készülő magyar fővárosban, Budapesten. Egy brutális gyilkosság áldozatául esett fiatal, gyönyörű lány holttestére bukkannak a Nagy Diófa utcában, és úgy tűnik, senkinek nem áll érdekében, hogy kiderüljön az igazság – kivéve Gordon Zsigmondot, Az Est Amerikából hazaköltöző, kiábrándult, cinikus bűnügyi újságíróját, aki érzi, a dolog mégsem úgy történt, ahogy elsőre látszik. Hajtja a kíváncsisága, és minél jobban el akarják ijeszteni az ügytől, annál kitartóbban követi a nyomokat.
A politikailag zavaros időszakban játszódó történet a fásult, de kemény riporter munkáját követi nyomon, aki sorban teszi fel a megválaszolatlan kérdéseket a halálra vert és egy udvaron otthagyott fiatal zsidó lány jelentéktelennek, mindennapinak tűnő meggyilkolásáról. Míg a felszínen a fasiszta érzelmű magyar miniszterelnök, Gömbös Gyula temetése folyik, Gordon nyomozása a város sötét bugyraiba, a pornográfia, a stricik, bordélyházak, füstös lebujok, bokszringek, kommunista sejtek és egészen a hatalom legfelsőbb köreiig nyúló erős bűnszervezetek világába enged bepillantást, ahol Magyarország egyik legbefolyásosabb üzletembere azt tervezi, hogy a német vezetéshez fűződő politikai kapcsolatait felhasználva csinálja meg szerencséjét – titokban tartva, ameddig csak tudja, zsidó származását. Kovách, a trafikos (Galkó Balázs), akivel az újságíró az utcán találkozik, azonban az egyre fokozódó zsidóüldözés egyik első áldozataként jelenik meg előtte, de a riporter megnyugtatja azzal, hogy nem történhet baj, mert „ez a város Budapest”.

## Szereplők

### Főbb szereplők
- Kolovratnik Krisztián – Gordon Zsigmond, bűnügyi újságíró
- Tenki Réka – Eckhardt Krisztina, Gordon barátnője, fotós
- Kulka János – Vitéz Szöllősy András, kávénagykereskedő
- Kováts Adél – Szöllősyné Irma, a felesége
- Anger Zsolt – Gellért Vladimír, rendőrkapitány
- Dobó Kata – Vörös Margó, egy bordélyház vezetője
- Törőcsik Franciska – Szöllősy Fanny, a meggyilkolt lány
- Thuróczy Szabolcs – Skublics, akkoriban pornográfnak számító felvételeket készítő fényképész
- Schneider Zoltán – Csuli, futtató
- Fodor Tamás – Mór
- Mucsi Zoltán – Vogel, információs forrás
- Rátóti Zoltán – Kozma, miniszter
- Szűcs Sándor – Dr. Pazár
- Nagy Mari – Ökrös Teréz, varrónő
- Hunyadkürthy István – Mester, bokszedző
- Sipos Imre – Polyva, lecsúszott bokszoló, verőember
- Pálos Hanna – Mira
- Gáspár Tibor – Turcsányi, főszerkesztő
- Bánfalvy Ágnes – Valéria
- Galkó Balázs – Kovách
- Szabó Simon – Kalocsai, a Centrál Kávéház tulajdonosa
- Mohai Tamás – Fiatal pincér
- Gömöri András Máté – Kupléénekes

### Mellékszereplők
- Kovács Adrián – Zongorista
- Petrovay Borbála – Polyva kislánya
- Karácsonyi Zoltán – Kalmár
- Maday Gábor – Várnai, rendõr
- Bán Bálint – Nyilas suhanc
- Fehér Balázs Benő – Nyilas suhanc
- Németh Tamás – Nyilas suhanc
- Darai Péter – Nyilas suhanc
- Miták Bernadett – Fiatal aktmodell
- Laklóth Aladár – Gazdag ötvenes férfi
- Mandel Helga – Gellért titkárnője
- Kapácsy Miklós – Képszerkesztő
- Molnár Gusztáv – Kikiáltó
- Tzafetás Roland – Gerő Ernő
- Kassay Attila – Beengedő
- Somhegyi György – Házmester
- Szauervein Tibor – Hentes Miska
- Erdős Csaba – Hentes Miska ellenfele
- Juhász Attila – Kozma miniszter titkára
- Király Imre – Pincér a szerkesztőségben
- Erdei Zsolt – Bokszbíró
- Papp Dorina – Női bokszoló
- Mészáros Mariann – Női bokszoló
- Burján János – Orosz férfi Csuli lakásában
- Kismarty-Lechner Gábor – Czövek
- Peas Anasztázia – Pincsikutyás úrihölgy
- Papp Attila – Bajuszos sofőr
- Illés Lilla – Prostituált
- Riman Dóra – Prostituált (as Dóri Rimán)
- Bedőcs Marietta – Prostituált
- Balázsfi Alexandra – Prostituált
- Strommer Noémi – Prostituált
- Tóth Anita – Prostituált
- Benke Zsuzsa – Prostituált
- Fekete Adrienn – Prostituált
- Müller Fanny – Prostituált
- Fekete Melinda – Prostituált
- Purt Kata – Prostituált
- Dobos Gábor – Tetováló
- Katona Péter – Támadó
- Kovács Norbert – Támadó
- Bahadur-Ruben Singh – Polyva ellenfele
- Kollárszky Roland – Nagydarab
- Elek Károly – Kidobó
- Iván Kornél – Elegáns úr
- Beko Attila – Politikus

## A film készítése
A Pioneer Pictures produkciós irodával forgatott film elkészítését mintegy 958 millió forinttal, forgalmazását 16 millió forinttal támogatta a Magyar Nemzeti Filmalap.
A film forgatása 47 napig tartott: 2015. február 8-án kezdték el és 2015. április 8-án volt az utolsó forgatási nap. Kolovratnik Krisztián mind a 47 napon részt vett, míg Tenki Réka 20, Törőcsik Franciska pedig 3 napot forgatott.
A stáblista tanúsága szerint a regény írója, a kilétét titokban tartó Kondor Vilmos vezető produceri (executive producer) minőségben működött közre a film készítésében, s noha egyszer megjelent a forgatáson, saját bevallása szerint valójában nem szólt bele a művészi munkába, csupán nevét adta a produkcióhoz.
Nem ez volt az első filmterv a témában: korábban az HBO is megvásárolta a jogokat és készített nyolc forgatókönyvet egy tervezett sorozathoz, ami azonban nem valósult meg.
Az Abbázia kávéház valamikor az Oktogonon volt, de már megszűnt, helyette a Centrál kávéházban forgattak.
Tenki Réka a szerep kedvéért vágatta le a haját, hogy jobban tudjon azonosulni az 1930-as évek női karakterével. A női főszereplő, Eckhardt Krisztina a regényben nem fotós, hanem grafikus; a filmben azért változtattak a foglalkozásán, hogy a két főszereplő több időt tölthessen együtt. A szerepre való felkészüléskor Tenki Réka Gerda Taro német fotográfus életét tanulmányozta.

## Fogadtatása
A film világpremierje 2017. október 17-én volt az 53. Chicagói Nemzetközi Filmfesztiválon. Magyarországi forgalmazója a Big Bang Media, premierjére 2017. november 2-án került sor; DVD-megjelenése pedig 2018. március 2-án történt.
A kritika vegyes fogadtatásban részesítette, elsősorban azért, mert óhatatlanul összehasonlították az alapművel. Többnyire kiemelik a Budapest korabeli hangulatát megidéző részletgazdag látványvilágot, az operatőri teljesítményt és a színészek játékát. Ugyanakkor az 1930-as és 1940-es évekbeli, klasszikus amerikai film noiros klisékkel telinek, kissé lassúnak, vontatottnak találták. Maga a regény szerzője összességében nem találta rossznak a filmet, csupán annyit rótt fel – kissé paradox módon – a készítőknek, hogy túlságosan hűek maradtak a regényhez, több jelenetnek nem volt vége – előkészített egy másikat, ami nem készült el. Több apró kritikát is megfogalmazott a beszédmodorral, szóhasználattal, mozgásokkal kapcsolatban.

## Nézettség
A nézettségi adatok szerint 51 539 jegyet adtak el rá.

## Díjak és jelölések
- 2017 – díj: Hollywood Music In Media Awards – legjobb eredeti filmzene (független, idegen nyelvű film) (Pacsay Attila)
- 2018 – díj: Magyar Filmdíj – legjobb maszkmester (Tesner Anna, Halász Judit, Görgényi Réka)
- 2018 – jelölés: Magyar Filmdíj – legjobb forgatókönyvíró (Szekér András)
- 2018 – jelölés: Magyar Filmdíj – legjobb női mellékszereplő (Kováts Adél)
- 2018 – jelölés: Magyar Filmdíj – legjobb jelmeztervező (Flesch Andrea)
- 2018 – jelölés: Magyar Filmdíj – legjobb zeneszerző (Pacsay Attila)